# 奶油伴水果
奶油伴水果（英語：fool，老式拼法foole）是一種英式甜點，通常由混合泥狀水果、生奶油、糖製作，有時候會加上玫瑰花水以增添風味。

## 歷史與辭源
「foole」這個字，做為一個甜點，與乳脂鬆糕第一次被提到是在西元1598年，不過奶油伴黑加侖的起源可以追溯到十五世紀。奶油伴水果最早的配方出現在十七世紀。為什麼「fool」這個字會是這種水果甜點的名字尚不清楚。有些筆者認為它源自法語單字「fouler」，意思是「壓碎」或「壓榨（用在為葡萄酒『壓榨』葡萄的上下文中）」，但是這個來源被牛津英語字典所駁回，因為根據不足以及與這個字的早期用法並不一致。

## 不同的變化
起初，最常被用來做這道食品的水果是黑加侖，不過早期的食品就已經有使用其它水果或漿果，例如蘋果和覆盆子。現代的配方大都會包含任何容易取得的當季水果，但奶油伴黑加侖仍然最受喜愛。

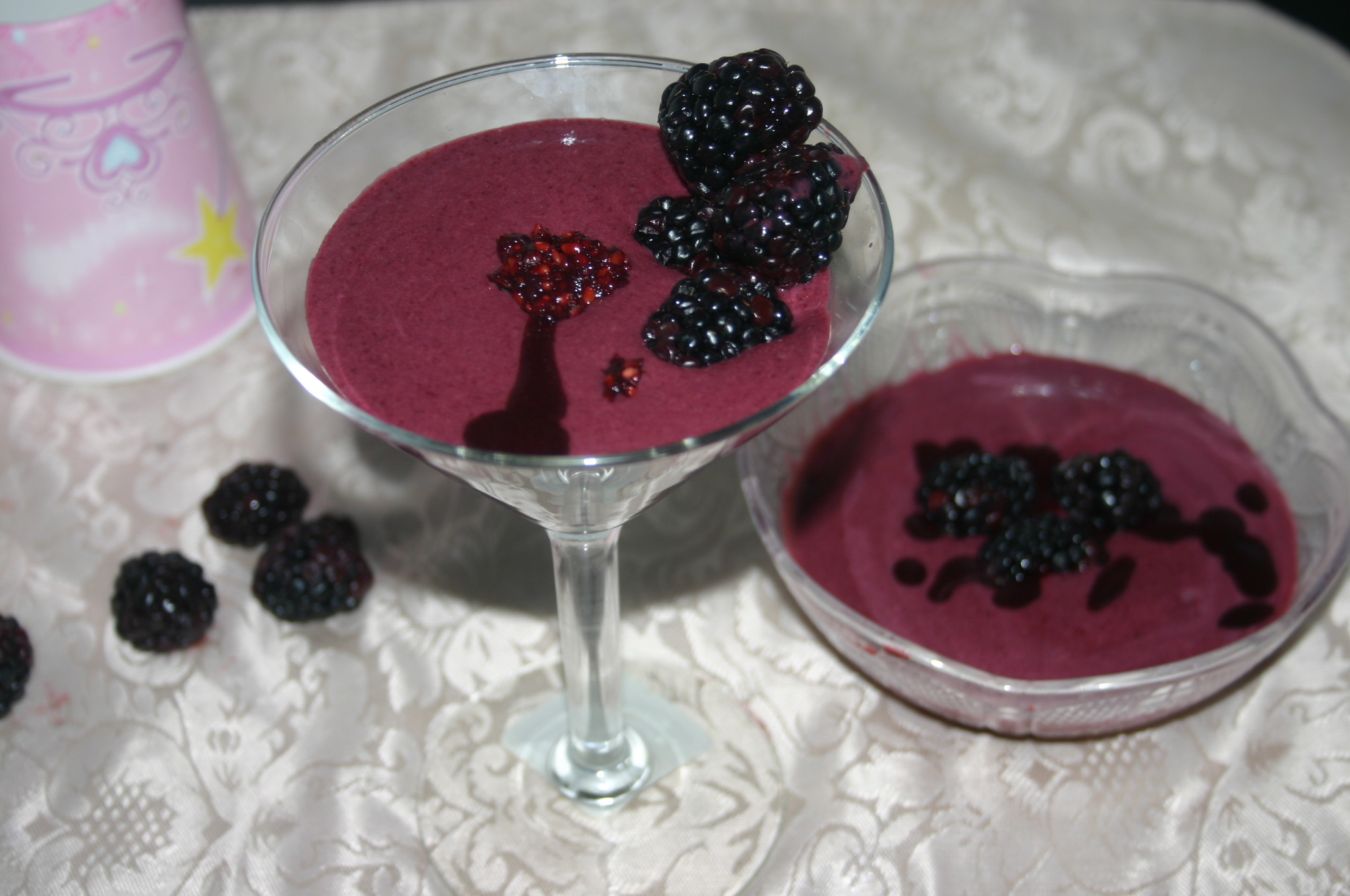
用黑莓果泥和甜奶油制成的简单甜点

奶油伴諾福克，包含各式各樣的古老當地奶油伴水果，但是水果含量在其中似乎被視為次要成分，在完成後才被加入。